# Knooppunt Gooimeer
Knooppunt Gooimeer is een Nederlands verkeersknooppunt tussen de wegen A6 en N702 (Hogering). Het knooppunt is een half turbineknooppunt met een extra boog voor de wisselbaan van en naar de A6 richting Amsterdam en de N702. Het knooppunt is vernoemd naar het nabijgelegen Gooimeer.

## Geschiedenis
Het knooppunt is als aansluiting 3 Almere Stad-West in 1983 geopend. Deze aansluiting was een combinatie van een haarlemmermeeraansluiting en een halfklaverbladaansluiting met verkeerslichten. Door het project Schiphol-Amsterdam-Almere is besloten de aansluiting om te bouwen tot knooppunt. Daarnaast werd de wisselbaan verlengd tot aan de N702. Op 26 november 2016 is de aansluiting opgewaardeerd tot knooppunt Gooimeer en is het nummer 3 doorgeschoven naar de nieuwe aansluiting Almere-Stedenwijk (t.h.v. Havendreef).

## Richtingen knooppunt
| Aansluitende wegen   | Aansluitende wegen | Aansluitende wegen | Aansluitende wegen | Aansluitende wegen                    |
| -------------------- | ------------------ | ------------------ | ------------------ | ------------------------------------- |
| richting Ring Almere |                    |                    |                    | richting Lelystad / Emmeloord / Joure |
|                      |                    |                    |                    |                                       |
|                      |                    |                    |                    |                                       |
|                      |                    |                    |                    |                                       |
| richting Muiderberg  |                    |                    |                    |                                       |

Almere · Amstel · Arnestein · Assen · Azelo · Badhoevedorp · Bankhoef · Batadorp · Beekbergen · Benelux · Beverwijk · Bodegraven ·  Boterdiep ·  Buren · Burgerveen · Coenplein · De Baars · De Hoek · De Hogt · De Nieuwe Meer · De Poel · De Punt · De Stok · Deil · Diemen · Drachten · Drie Klauwen · Eemnes · Ekkersweijer · Emmeloord · Empel · Euvelgunne · Everdingen · Ewijk · Galder · Gooimeer · Gorinchem · Gouwe · Grijsoord · Hattemerbroek · Heerenveen · Hellegatsplein · Het Vonderen · Hintham · Hoevelaken · Hofvliet · Holendrecht · Holsloot · Hoogeveen · Hooipolder · IJmuiden (niet officieel) · Joure · Julianaplein · Kerensheide · Kethelplein · Klaverpolder · Kleinpolderplein · Kooimeer · Kruisdonk · Kunderberg · Lankhorst · Leenderheide · Lunetten · Maanderbroek · Markiezaat · Muiderberg · Neerbosch · Noordhoek · Ommedijk · Oud-Dijk · Oudenrijn · Paalgraven · Princeville · Prins Clausplein · Raasdorp ·  Reitdiep ·  Ressen · Ridderkerk · Rijkevoort · Rijnsweerd · Rottepolderplein · Rozenburg · Sabina · Sint-Annabosch · Stelleplas · Slufter · Ten Esschen · Terbregseplein · Tiglia · Vaanplein · Valburg · Velperbroek · Velsen · Vlaardingen · Vught · Waterberg · Watergraafsmeer · Werpsterhoek · Westerlee · Ypenburg · Zaandam · Zaarderheiken · Zonzeel · Zoomland · Zuidbroek · Zurich

Geplande knooppunten:
De Liemers · Zestienhoven

Voormalige knooppunten:
Bocholtz · Ekkersrijt · Europaplein (Groningen) · Europaplein (Maastricht) · Lindenholt